# Maik Onink
Maik Onink (Heerlen, 15 juli 1978) is een voormalig Nederlands handbalspeler.

## Biografie
Onink begon in 1984 met handballen bij HV Voerendaal, dat in 1991 met HV Hellas fuseerde tot HV Gemini. Hij werd bij Gemini al snel weggeplukt door Blauw-Wit. Bij Blauw-Wit debuteerde Onink in september 1996 op het hoogste niveau handbal in Nederland. In 1998 fuseerde Blauw-Wit met Caesar tot BFC. Tijdens zijn periode bij BFC werd Onink aanvoerder en was hij een tijdje een vaste waarde in het nationaal team. In 2000 verruilde hij BFC voor Sittardia, waar Onink één seizoen zou spelen om weer te terugkeren naar BFC. Tot 2008 speelde Onink bij BFC, toen Tophandbal Zuid-Limburg van start ging, stapte hij over naar Bocholt. Hij stopte in 2014 met zijn spelerscarrière bij Bochelt.
In 2016 ging hij aan de slag als assistent-trainer bij Lions 2. Dit deed hij tot 2019 met Bart Hofmeyer als hoofd coach, hierna met Harold Nüsser. Op 28 maart 2019 werd bekend dat Mark Schmetz per direct stopte als coach bij Lions 1, zonder het seizoen te afmaken. Toenmalige assistent-coach van Lions 1 onder Mark Schmetz, Lambert Schuurs, nam zijn taken over voor de rest van het seizoen, waarbij hij geassisteerd werd door Maik Onink en Roel Adams. Voor aanvang van het seizoen 2020/2021 stopte Onink als assistent-coach bij Lions 2.

## Privé
De broer van Maik Onink, Nick Onink, was trainer/coach van het herenteam van BFC van 2016 tot 2019.